# Lucio Cornelio Scipione Asiatico (console 83 a.C.)
Lucio Cornelio Scipione Asiatico (... – Marsiglia, dopo l'82 a.C.) è stato un politico della Repubblica romana e console romano.

## Biografia
Discendente in linea diretta di Scipione l'Asiatico (fratello di Publio Cornelio Scipione e console nel 193 a.C.), fu un politico nel campo dei populares, eletto console nell'83 a.C.
Triumvir monetalis nel 106 a.C., nel 100 a.C. fu tra i senatori che presero le armi contro Lucio Apuleio Saturnino.
Legato nel 90 a.C. durante la guerra sociale, riuscì a fuggire da Isernia assediata, prima che questa cadesse nelle mani degli Italici.
Nell'88 a.C. entrò nel collegio degli auguri, prendendo il posto di Marco Emilio Scauro, il Princeps senatus, morto l'anno prima.
Nell'85 a.C. propretore nella provincia della Macedonia, combatte contro tribù di Illiri e Traci.
Eletto console nell'83 a.C. con Gaio Norbano e con il collega, mentre Silla sbarcava a Brindisi dove si acquartierava con i suoi veterani e riprendeva i contatti con gli esponenti degli ottimati, organizzò un esercito per contrastarne la marcia verso Roma.
Nel tentativo di contrastare la marcia di Silla verso Roma, i due consoli decisero di portare i propri eserciti in Campania; così mentre Scipione organizzava il proprio campo nei pressi di Teano, Norbano faceva base nei dintorni di Capua.
Silla attaccò per primo l'esercito sotto il comando di Norbano che, perso lo scontro ed oltre 7.000 uomini, si rifugiò all'interno delle mura di Capua. A quel puntò Silla marciò verso Teano offrendo a Scipione una tregua, prontamente accettata dal Console, che in questo modo pensava di guadagnar tempo per coordinarsi con il collega console e con Sertorio.
Ma quando Scipione pensò di poter rompere la tregua con Silla, il suo esercito che, nel frattempo aveva fraternizzato con l'esercito nemico di Silla, gli si rivoltò contro sostenendo che il proprio generale avesse illegalmente rotto l'armistizio e passò al campo avverso senza colpo ferire.
(Theodor Mommsen, Storia di Roma Vol. VI, Cap. 9, Par. 17)
Silla a quel punto obbligò Scipione ad arrendersi ed a rassegnare la propria carica di console, dopodiché lo lasciò libero di recarsi dove meglio credeva. Appena libero Scipione rinnegò quanto appena fatto, riprese le insegne del consolato e provò, senza successo, a ricostruire un esercito.
L'anno successivo Scipione, sebbene incluso nelle liste di proscrizione da Silla, in virtù della nobiltà della propria famiglia, ebbe salva la vita, al prezzo dell'esilio a Marsiglia, dove morì.